# Franc Košir (glasbenik)
Franc Košir, slovenski glasbenik, * 1. oktober 1931, Koroška Bela, † 19. december 1991, Jesenice.
Bil je velik ljubitelj glasbe in športa. Kot trobentar se je na samem začetku (leta 1953) priključil Gorenjskemu kvartetu, ki se je kasneje preimenoval v Ansambel bratov Avsenik in z njimi doživel vzpon ter svetovno slavo. 
Bil je zaveden Jeseničan. Spodbujal je jeseniške hokejiste v dobrih in slabih časih. Ob vsaki zmagi hokejistov na domačih tleh je zaigral Prelepo Gorenjsko. Ob sebi je vedno imel svojo trobento.
Zaradi vseh svojih obveznosti je našel čas za poroko samo 1. novembra. Poročen je bil z gledališko igralko Tatjano Košir  Pozimi je rad prakticiral tek na smučeh, ki je bil njegova druga ljubezen. Od leta 1966 pa je sodeloval pri tradicionalni prireditvi Pustni Smuk za trofejo Svinjska glava, ki se vsako leto na pustno nedeljo odvija na Črnem vrhu nad Planino pod Golico (občina Jesenice) 
Leta 1969 se je prvič preizkusil v vlogi pevca, ko sta besedilo Toneta Fornezzi Tofa in melodija Slavka Avsenika Jaz sem pa en Franc Košir obrodila še enega v nizu hitov. Skladba je naletela na navdušen sprejem pri publiki. Po tej uspešnici jih je Franc Košir še veliko zapel. Ansambel je kot trobentač zaradi bolezni zapustil leta 1985, še vedno pa se je posvečal humornim nastopom.
Umrl je 19. decembra, leta 1991, po hudi bolezni.
Slavko Avsenik se spominja prijatelja in sodelavca takole: "Franc je zelo naravno nadarjen. Na kratko bi lahko rekel, da je bil humorist s trobento. Vse, kar je naredil, je bilo dobro. Veselo je sukal klobuk, stresal šale kot iz rokava in še sam je bil pojava. Na odru je bil vedno tako iznajdljiv sam, da se nisva nikdar posebej pogovarjala o nastopih. Bal sem se, da bi ga - če bi mu kaj posebej svetoval - zavrl njegovo vsestransko izvajanje. Res je, da ni bil izjemen pevec, bil pa je enkraten trobentar in humorist. Pa tudi velik človek. Za vsako ploščo sva z Vilkom posebej zanj pripravila po eno skladbo. Slovenci smo taki, da nimamo veliko humoristov." 

## Diskografija, tujina, albumi
- Goldene Klänge Aus Oberkrain (Telefunken, 1971)
- Goldene Klänge Aus Oberkrain II ‎(Telefunken, 1973)
- Jägerlatein In Oberkrain (Telefunken, 1974)
- Jägerlatein In Oberkrain ‎(London International, 1974)
- Es Ist So Schön Ein Musikant Zu Sein ‎(dvojna, Telefunken, 1974)
- 16 Welterfolge ‎(Telefunken, 1975)
- Mit Musik Und Guter Laune ‎(dvojna, Telefunken, 1975)
- Sonntagskonzert ‎(Telefunken, 1975)
- Lustig Und Fidel ‎(Telefunken, 1978)
- He! Slavko! Spiel Uns Eins! ‎(Telefunken, 1978)
- Ein Feuerwerk Der Musik  (Koch Records, 1986)
- Wir Bleiben Gute Freunde ‎(Koch Records, 1990)
- Es Ist So Schön Ein Musikant Zu Sein ‎(Virgin, 1990)
- Polkafest In Oberkrain ‎(CD, Koch Records, 1997)
- Am Schönsten Ist's Zu Haus
- Mit Musik Und Guter Laune
- Auf Silbernen Spuren ‎(Royal Sound)
- Stelldichein In Oberkrain ‎(Telefunken)
- Daheim In Oberkrain ‎(Telefunken)
- Die 20 Besten ‎(kaseta)
- Ein Abend Mit Slavko Avsenik Und Seinen Original Oberkrainern ‎(Telefunken)
- Mit Polka Und Waltzer Durch Die Welt ‎(Telefunken)
- Im Schönen Oberkrain ‎(Telefunken, Deutscher Schallplattenclub)
- Die Oberkrainer Spielen Auf ‎(10", Telefunken)